# Anna (Go to Him)
《Anna (Go to Him)》，或简称《Anna》，是一首美国歌手亚瑟·亚历山大的原创歌曲。他的版本于1962年9月17日由Dot Records作为单曲发行。披头士乐队的翻唱版本被收录于他们1963年的处女专辑《Please Please Me》中。

## 披头士版
作为约翰·列侬的个人最爱，这首歌进入了披头士早期的演出曲库，并因此被收录于首张专辑《Please Please Me》。
乐队于1963年2月11日录制了该曲，三遍完成，最终取的是第三遍的录音。这首歌于2月25日完成混音。原版中弗洛伊德·克莱默在钢琴上弹奏的旋律，由乔治·哈里森在吉他上完成。

### 参与人员
- 约翰·列侬 - 人声、原声节奏吉他
- 保罗·麦卡特尼 - 贝斯、背景和声
- 乔治·哈里森 - 主音吉他、背景和声
- 林戈·斯塔尔 - 架子鼓

Engineered by Norman Smith
Personnel for studio album version per MacDonald

## 流行文化
在福克斯电视台制作的经典情景喜剧《拖家带口》中第五季的第17集，剧情讲述的是男主角阿尔邦迪在广播中听到该曲成为耳虫，因此费尽心思想要找到该曲的专辑。

## 脚注
1. ↑  Harry, Bill. . London: Virgin Publishing. 2000: 28–29. ISBN 0-7535-0481-2.
2. ↑  Lewisohn, Mark. . New York: Harmony Books. 1988: 200. ISBN 0-517-57066-1.
3. ↑  MacDonald, Ian.  Second Revised. London: Pimlico (Rand). 2005: 72–73. ISBN 1-84413-828-3.
4. ↑  . The Beatles Bible.   [2016-09-26]. （原始内容存档于2012-05-12）.